# 明月歌舞团

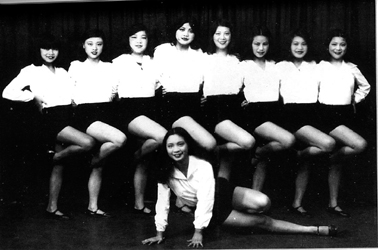
明月歌舞团，王人美居中

明月歌舞团又稱明月歌剧社、明月社、中华歌舞专修学校、明月歌舞剧社、联华影业公司歌舞班、中华歌舞团等，是中国流行音乐之父黎锦晖在上海组建的歌舞团体，王人美、黎莉莉、薛玲仙、胡笳是明月社的四大天王。明月歌舞团活跃在1920年代末期到1930年代初期。

## 历史
在1920年代末、1930年代初中文流行音乐鼎盛时期，上海涌现出众多的剧团和音乐团体，活跃在剧场和广播中，在娱乐圈暗暗较劲。这类团体通常就由歌女组成。
1927年2月，黎锦晖创办中华歌舞专修学校，这是中国第一所培养歌舞人才的学校。
1931年明月歌舞团合并到联华影业公司，成为中国早期电影业的一部分。而歌舞团慢慢发展成为时代曲音乐的中坚力量。

## 著名成员
- 周璇
- 王人美
- 王人艺
- 聂耳
- 白虹
- 黎莉莉
- 黎明晖
- 徐来
- 薛玲仙
- 黎锦光